# Rupnica

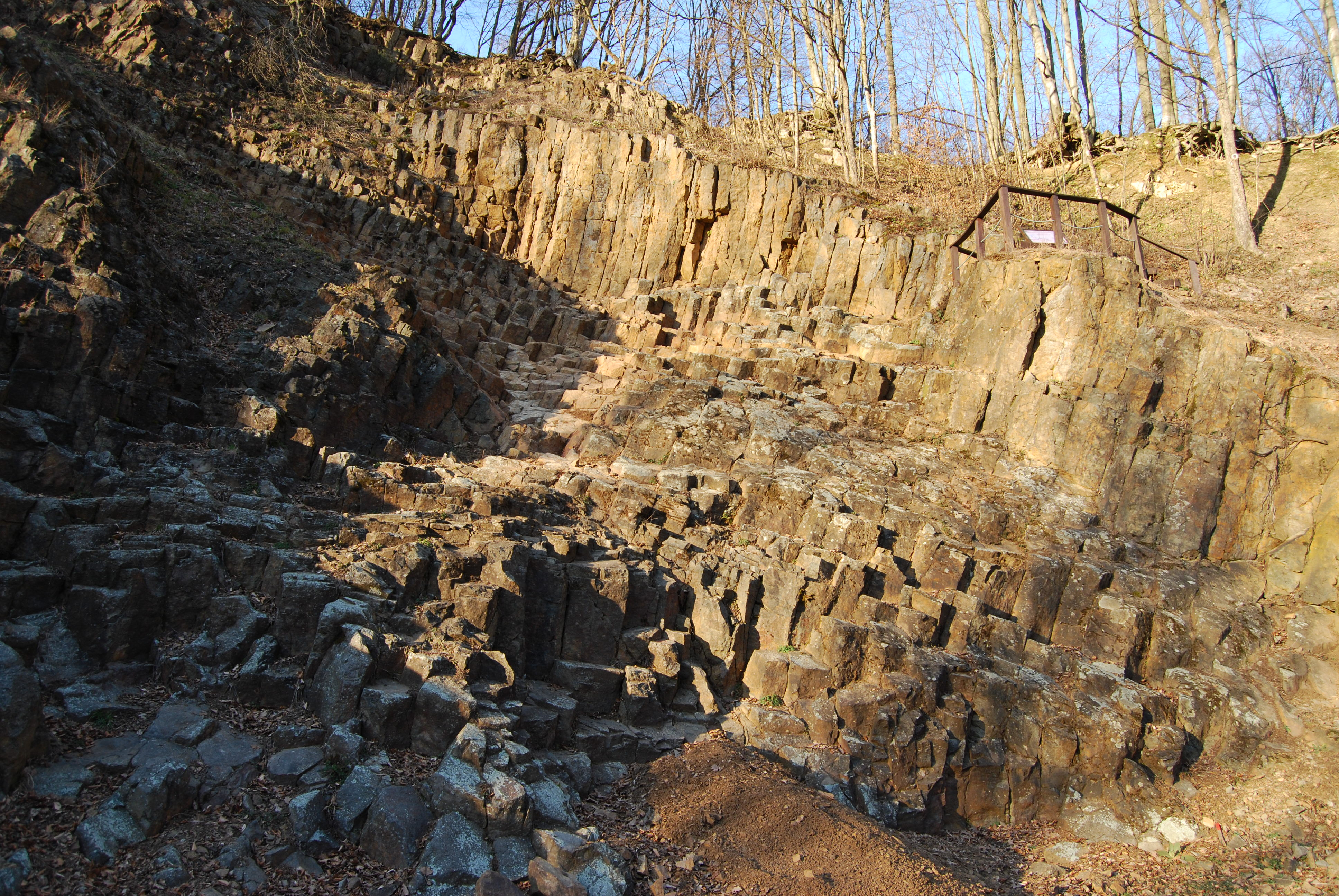
Pohled na hexagonální bazaltové sloupce

Rupnica je geologická památka poblíž obce Voćin v Chorvatsku, kde se nachází bazalty staré 16 miliónů let tvořící hexagonální odlučnost. Jako geologická památka byla vyhlášena již 14. října 1948 jako první v Chorvatsku.